# HMS Tartar (1937)
HMS Tartar – brytyjski niszczyciel z okresu II wojny światowej, typu Tribal, w służbie Royal Navy w latach 1939–1946. Nosił znaki taktyczne F43, G43. Podczas wojny służył w kampanii norweskiej, na Atlantyku, w Arktyce, na Morzu Śródziemnym oraz na Oceanie Indyjskim.
Za przebieg służby otrzymał aż 12 wyróżnień bitewnych (battle honours): Norwegia 1940-41, operacja przeciw pancernikowi Bismarck 1941, Arktyka 1941, konwoje maltańskie 1942, północna Afryka 1942-43, Sycylia 1943, Salerno 1943, Morze Śródziemne 1943, lądowanie w Normandii 1944, kanał La Manche 1944, Zatoka Biskajska 1944, Birma 1945.

## Budowa
Okręt zamówiono 12 czerwca 1936 w ramach programu budowy na 1936 rok w stoczni Swan Hunter & Wigham Richardson w Wallsend. Stępkę pod jego budowę położono 26 sierpnia 1936 (wraz z bliźniaczym „Somali”). Kadłub wodowano 21 października 1937, a okręt wszedł do służby w Royal Navy 10 marca 1939. Był siódmym okrętem brytyjskim noszącym tę nazwę (pol. Tatar). Wyposażony był do pełnienia funkcji okrętu flagowego flotylli (lidera).

## Służba w skrócie

### Początek służby
„Tartar” wszedł w skład 6. Flotylli Niszczycieli Floty Metropolii (Home Fleet). W czerwcu brał udział w bezskutecznej akcji ratowania okrętu podwodnego HMS „Thetis” w Zatoce Liverpoolskiej.
Po wybuchu II wojny światowej głównie patrolował z 6. Flotyllą na Morzu Północnym i Atlantyku oraz osłaniał główne siły floty, stacjonując w Scapa Flow.

### Kampania norweska 1940
W dniach 4–7 kwietnia 1940 „Tartar” wraz z HMS „Mashona”, „Somali” i „Matabele” eskortował konwój HN-24 z Norwegii. Tuż przed niemieckim atakiem na Norwegię, 7 kwietnia niszczyciele te dołączyły do głównych sił Floty Metropolii adm. Forbesa, które wyszły w morze w bezskutecznym poszukiwaniu niemieckich okrętów. Następnie pomiędzy 9 a 12 kwietnia eskortował konwój HN-25 z okolic Bergen (wraz z polskimi niszczycielami „Grom”, „Błyskawica” i „Burza”). 11 kwietnia „Tartar” atakował okręt podwodny, lecz bezskutecznie. 14–15 kwietnia wraz z „Błyskawicą” i „Gromem” wyruszył na patrol pod Skagerrak celem zwalczania żeglugi, lecz z powodu sztormu operację odwołano. Ponownie miał patrolować z „Błyskawicą” i „Gromem” oraz HMS „Javelin” w nocy 17 kwietnia, lecz akcję odwołano z powodu przewagi lotnictwa niemieckiego. 17–18 kwietnia okręty te  dołączyły do eskorty powracającego z Norwegii uszkodzonego krążownika HMS „Suffolk”. 22 kwietnia atakował okręt podwodny U-29, który jednak zdołał ujść. Tego dnia też eskortował z Norwegii uszkodzony slup HMS „Pelican”.
W nocy 30 kwietnia – 1 maja „Tartar” brał udział w ewakuacji wojsk z Molde, eskortując transportowiec wojska „Ulster Monarch”. 3 maja wykonał kolejny patrol na Skagerrak, z HMS „Sikh” i trzema niszczycielami francuskimi. W dniach 18–23 maja w ramach ewakuacji z Harstad, eskortował do Clyde polskie statki służące jako transportowce wojska MS Sobieski i MS Batory (wraz z niszczycielem HMS „Westcott”).
Pod koniec maja 1940 zmieniono mu znak taktyczny z F43 na G43. W tym okresie, podczas remontu HMS „Somali” do sierpnia 1940, „Tartar” pełnił rolę okrętu flagowego 6. Flotylli Niszczycieli (kmdr C. Caslon). „Tartar” wówczas głównie patrolował na wodach brytyjskich, a 6-8 czerwca wziął jeszcze udział w osłonie konwojów ewakuacyjnych z Harstad w Norwegii.

### Flota Metropolii 1940–1941
„Tartar” następnie kontynuował służbę na wodach metropolii, głównie patrolową i eskortową. 20 czerwca wraz z „Mashona” i „Maori” zajął na Wyspach Owczych dwa niszczyciele i dwa torpedowce zakupione przez Szwecję we Włoszech, po czym eskortował „Puke” i „Remus” odprowadzone do Scapa Flow (okręty te zostały jednak 2 lipca zwrócone rządowi szwedzkiemu).
Od 4 października do połowy grudnia 1940 „Tartar” był remontowany w Devonport, przy czym zastąpiono na nim 2 działa 120 mm na rufowej pozycji X przez działa przeciwlotnicze 102 mm (podobnie, jak na innych okrętach tego typu) i otrzymał prawdopodobnie radar. Po powrocie do służby został przydzielony do 8 Dywizjonu 4 Flotylli Niszczycieli Floty Metropolii komandora Viana, wkrótce jednak powrócił do 6. Flotylli.
W dniach 1–6 marca 1941 „Tartar” eskortował dwa transportowce wojska „Queen Emma” i „Princess Beatrix” podczas rajdu komandosów na norweskie Lofoty (z niszczycielami HMS „Somali”, „Eskimo”, „Bedouin” i „Legion” – operacja Claymore). 4 marca zatopił tam dwa niemieckie statki „Hamburg” (5470 BRT) i „Pasajes” (1996 BRT).
22 maja 1941 wyruszył w eskorcie transportowca wojska „Britannic” do Halifaxu w Kanadzie, wraz z pancernikiem HMS „Rodney” i niszczycielami „Somali”, „Mashona” i „Eskimo”. 24 maja wraz z „Rodney”, „Somali” i „Mashona” został odłączony w celu poszukiwania pancernika „Bismarck”. Z powodu niskiego stanu paliwa, 27 maja skierował się wraz z „Mashona” do bazy. Po drodze, po zatopieniu „Mashony” 28 maja przez lotnictwo niemieckie, uratował 127 członków załogi
W dniach 25–28 czerwca wziął udział w operacji przechwycenia niemieckiego statku rozpoznania pogodowego WBS-2 „Lauenburg” (z krążownikiem HMS „Nigeria” i niszczycielami „Bedouin” i „Jupiter”). Po przechwyceniu statku koło wyspy Jan Mayen, został on zatopiony przez „Tartar”.
W dniach 27 lipca – 2 sierpnia 1941 wraz z krążownikami HMS „Aurora” i „Nigeria” oraz niszczycielem „Punjabi” rozpoznawał rejon Spitsbergenu oraz Wysp Nedźwiedziej (operacja FB). Od 20 sierpnia brał udział w operacji Gauntlet – wysadzeniu garnizonu na Spitsbergenie. Od września do 17 października był modernizowany w Londynie (m.in. otrzymał radar artyleryjski Typ 285, usunięto rufowy maszt i skrócono drugi komin).

### Konwoje arktyczne i maltańskie 1942
Od 4 do 11 stycznia 1942 „Tartar” eskortował konwój arktyczny do ZSRR PQ-7B (wraz z niszczycielem HMS „Icarus”), od 13 do 16 stycznia konwój powrotny QP-5 (wraz z „Icarus” i krążownikiem HMS „Cumberland”). 22 lutego osłaniał pancernik HMS „King George V” ubezpieczający nieudany atak lotniskowca „Victorious” przeciw niemieckim ciężkim krążownikom „Admiral Scheer” i „Prinz Eugen” (nie odnaleziono wroga).
W ramach operacji związanych z osłoną konwoju PQ-12, 9 marca „Tartar” osłaniał lotniskowiec „Victorious” podczas nieudanych ataków lotnictwa na pancernik „Tirpitz”, a 11 marca z innymi niszczycielami poszukiwał bezskutecznie „Tirpitza” pod Bodø. Od kwietnia do 7 czerwca 1942 był remontowany.
Od początku sierpnia „Tartar” został skierowany na Morze Śródziemne, w celu osłony dużej operacji dowozu zaopatrzenia dla Malty o kryptonimie Pedestal. Brał udział w intensywnych walkach z lotnictwem niemieckim i włoskim 11–12 sierpnia oraz atakował 12 sierpnia bombami głębinowymi włoskie okręty podwodne „Granito” i „Emo”, będąc w składzie zespołu Z sił głównych. Wieczorem został skierowany w kierunku Gibraltaru, holując uszkodzony niszczyciel HMS „Foresight”. Z uwagi na zagrożenie dla zespołu, 13 sierpnia rano zatopił uszkodzony HMS „Foresight” i powrócił do Gibraltaru, a następnie do Scapa Flow.
9 września „Tartar” został skierowany do osłony konwoju arktycznego PQ-18 w składzie zespołu kadm. Burnetta. 16 września został skierowany do osłony konwoju powrotnego QP-14.

### Morze Śródziemne 1942–1943
W październiku 1942 „Tartar” został przeniesiony do Gibraltaru i od 8 listopada wspierał w składzie 6. Flotylli Niszczycieli lądowania w Afryce Północnej (operacja Torch).

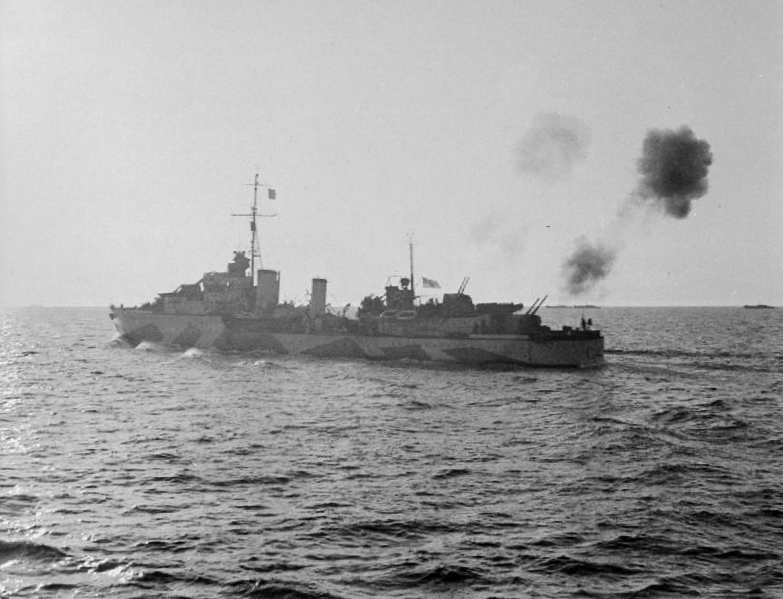
HMS „Tartar” prowadzi zaporowy ogień przeciwlotniczy pod Salerno, 9 września 1943

Od grudnia 1942 działał z Algieru na Morzu Śródziemnym w składzie zespołu Q (Force Q), zwalczając żeglugę państw Osi i osłaniając konwoje przybrzeżne (m.in. z HMS „Eskimo”). 28 kwietnia 1943 walczył z kutrami torpedowymi koło Marrettimo w Algierii. Od 7 maja uczestniczył w blokadzie morskiej półwyspu Bon, z którego siły Osi prowadziły ewakuację do Włoch. W czerwcu zespół Q został przebazowany na Maltę. „Tartar” w tym okresie ostrzeliwał pozycje na Pantellerii przed lądowaniem na wyspie, a 10 czerwca wspierał desant (operacja Corkscrew)
Od 10 lipca wspierał ogniem inwazję na Sycylię (operacja Husky). 11 lipca ratował ok. 200 rozbitków ze statku szpitalnego „Talamba” zatopionego przez lotnictwo. 12 lipca dobił płonący statek z amunicją „Baarn”. 13 lipca odholował uszkodzony niszczyciel „Eskimo” na Maltę. W sierpniu w dalszym ciągu pełnił służbę patrolową u brzegów Sycylii.
31 sierpnia wspierał ogniem desant w Kalabrii
Od 9 września wspierał desant pod Salerno (operacja Avalanche) w składzie zespołu północnego. M.in. 19 września wspierał ogniem obrońców przyczółka przed niemieckim kontratakiem. W październiku „Tartar” został wycofany z obszaru działań i od listopada 1943 do lutego 1944 remontowany w Devonport.

### Europa zachodnia 1944
Po remoncie przydzielony został do 10. Flotylli Niszczycieli w Plymouth, w składzie Dowództwa Plymouth, jako jej okręt flagowy. Brał udział w patrolach ofensywnych przeciw niemieckiej żegludze przybrzeżnej (operacje Tunnel) i osłonie własnych konwojów, na kanale La Manche. Osłaniał też w maju operacje stawiania aktywnych zagród minowych przez stawiacze „Bellona” i „Apollo”. W czerwcu 1944 brał udział w osłonie lądowania w Normandii. 9 czerwca 1944 wziął aktywny udział w bitwie koło wyspy Ushant (Ouessant) z niemieckimi niszczycielami, w której został uszkodzony. Naprawy przeprowadzono w Devonport od 11 do 25 czerwca.

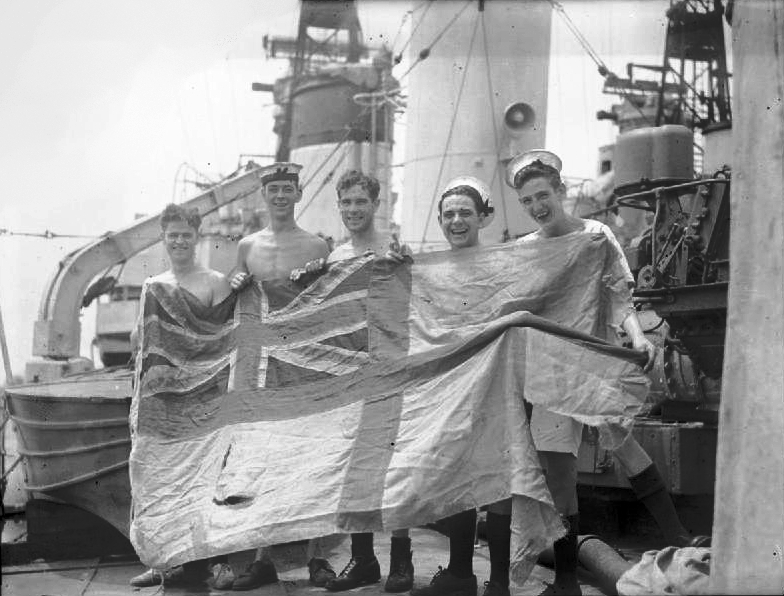
Marynarze „Tartara” prezentują banderę przedziurawioną pociskiem w bitwie koło Ushant

W nocy 7 lipca „Tartar” i „Huron” zatopiły niemieckie trałowce M-4601 i M-4605 z 46. Flotylli w rejonie Wysp Normandzkich. W nocy z 14 na 15 lipca, „Tartar”, „Haida” i ORP „Błyskawica” zatopiły niemieckie patrolowce Uj-1420 („Eylau”) i Uj-1421 („Hela”). 6 sierpnia „Tartar”, „Ashanti”, „Haida”, „Iroquois” z krążownikiem HMS „Bellona” zaatakowały konwój pod St Nazaire, topiąc trałowce M-263 i M-486, patrolowiec V-414 i mały statek „Otto”. Od listopada 1944 do lutego 1945 „Tartar” był remontowany, po czym, w związku ze zmniejszeniem niebezpieczeństwa ze strony floty niemieckiej, został skierowany na Daleki Wschód i przydzielony do Floty Wschodniej.

### Ocean Indyjski 1945
W marcu-kwietniu 1945 „Tartar” dotarł przez Morze Śródziemne na Ocean Indyjski. Od 28 kwietnia w składzie Zespołu 63 sił głównych Floty poszukiwał japońskiej żeglugi między Nikobarami a Andamanami (operacja Bishop, m.in. z pancernikiem HMS „Queen Elizabeth”). Od 30 kwietnia do 2 maja brał udział w atakach na lotniska na Car Nicobar i Port Blair. Na początku maja 1945 wspierał desant w Rangunie (operacja Dracula). 16 maja był atakowany przez lotnictwo, ale bezskutecznie.  21 maja powrócił do bazy Trincomalee.
Od 5 czerwca wchodził w skład zespołu niszczycieli Force 65 atakującego żeglugę między Nikobarami a Sabangiem (operacja Irregular). W ramach tego, 12 czerwca zatopił z „Nubian” i „Eskimo” statek „Kuroshima Maru No.2” i ścigacz okrętów podwodnych Nr 57 na północ o Sabangu. 15 czerwca powrócił do Trincomalee. W lipcu miał osłaniał przygotowania do planowanej inwazji na Malaje. W sierpniu działał w rejonie Penangu.

### Po wojnie
7 września „Tartar” odpłynął z Penangu i przez Trincomalee, 17 listopada 1945 powrócił do Wielkiej Brytanii. Na początku 1946 został wycofany do rezerwy w Plymouth. Używany był jako hulk mieszkalny  dla Floty Rezerwowej. W 1947 został skreślony z listy floty. 6 stycznia 1948 sprzedany BISCO na złom, przybył do stoczni złomowej w Newport w Płd. Walii 22 lutego 1948.

### Dowódcy[9]
- 27.02.1939 – 13.10.1939 – Capt. (kmdr) Gerald Harman Warner,
- 13.10.1940 – 20.01.1940 – Lt.Cdr. (kmdr ppor.) Douglas Eric Holland-Martin
- 20.01.1940 – 31.05.1940 – Cdr. (kmdr por.) Lionel Peyton Skipwith
- 31.05.1940 – 5.09.1940 – Capt. (kmdr) Randolph Stewart Gresham Nicholson
- 05.09.1940 – 17.02.1942 – Cdr. (kmdr por.) Lionel Peyton Skipwith
- 17.02.1942 – 28.04.1942 – Cdr. (kmdr por.) Richard Taylor White
- 5.06.1942 – 15.03.1944 – Cdr. (kmdr por.) St. John Reginald Joseph Tyrwhitt
- 15.03.1944 – październik 1945 – Cdr. (kmdr por.) Basil Jones